# Artigo B²FH
 B²FH  (pronuncia-se "B ao quadrado F H") são as iniciais de Geoffrey Burbidge, Margaret Burbidge, William Fowler e Fred Hoyle, e é usado em referência a um muito conhecido artigo de Astrofísica intitulado Synthesis of elements in stars (Síntese de elementos nas estrelas) publicado em 1957; o artigo é tão famoso que ele é tipicamente referido somente como B²FH. Este artigo é creditado como a origem do que é agora a teoria da nucleossíntese estelar.

## Física em 1957
Na época da publicação do B²FH, George Gamow defendia uma teoria do universo onde virtualmente todos os elementos, ou núcleos atômicos, tinham sido sintetizados durante o big bang. As implicações da teoria de nucleossíntese de Gamow (não confundir com a atual teoria da nucleossíntese) é que a abundância nuclear no universo era grandemente estática. Hans Bethe e Charles L. Critchfield juntos derivaram a cadeia próton-próton em 1938. E Carl von Weizsäcker e Hans Bethe independentemente derivaram o ciclo CNO em 1938 e 1939, respectivamente, a mostrar que fusão nuclear poderia ser responsável pela produção de energia estelar por conversão de hidrogênio a hélio. Assim, era conhecido por Gamow e outros em 1957 que a abundância de hidrogênio e hélio não era perfeitamente estática. Entretanto, nesta época, as teorias de fusão estelar não mostravam como formar qualquer elemento mais pesado que o hélio, e e então Gamow defendia uma teoria na qual todos os elementos eram residuais do big bang, seguindo por pequenas mudanças nas taxas de hidrogênio e hélio. B²FH deu uma diferente abordagem a origem de todos os observados elementos pesados, sugerindo que todos os núcleos atômicos mais pesados que o lítio até o urânio deviam ser sintetizados em estrelas e não durante o big bang. Ambas as teorias concordam que alguns núcleos leves, entre o hidrogênio e o lítio, não são criados exclusivamente nas estrelas, e este conduziu à teoria agora-aceitada de nucleossíntese no big bang.

## Física no artigo
Porque o artigo mostra que a maioria dos elementos químicos, incluindo carbono e oxigênio, dos quais os seres humanos são feitos, devem vir das estrelas, suas ideias são chamadas de teoria da nucleossíntese estelar. Uma indicação frequentemente citada de Carl Sagan, "Nós somos todos poeira de estrelas," é simplesmente o parafrasear da tese principal deste artigo. A diferença chave entre esta teoria da nucleossíntese estelar e toda precedente esclarecem a origem dos elementos são que o artigo B²FH prevê a evolução química do universo, que é testável observando linhas espectrais estelares. A mecânica quântica explica porque átomos diferentes emitem luz em comprimentos de onda característicos, e assim estudando a luz emitida por estrelas diferentes, pode-se inferir a composição atmosférica de estrelas individuais.
Entretanto, além de empreender tal tarefa, as observações indicam uma correlação forte entre um índice estelar de elementos pesados (metalicidade) e sua idade. A nucleossíntese no big bang nos diz que o universo primordial consistia somente dos elementos leves, e assim que se espera as primeiras estrelas serem compostas de hidrogênio, hélio, e lítio, os três elementos mais leves.
A teoria da estrutura estelar e o diagrama H-R indicam que a vida de uma estrela depende extremamente de sua massa inicial, de modo que as estrelas massivas sejam muito breves, e estrelas menos massivas tenham vidas longas. O artigo argumenta que a "morte" de uma estrela enriquece o meio interestelar com elementos pesados; (neste caso todos os elementos mais pesados do que o lítio, o terceiro elemento), de que as estrelas novas são formadas. Este quadro é consistente com a correlação observada entre a metalicidade estelar e o deslocamento para o vermelho. Entretanto, a teoria da nucleossíntese estelar advogada por B²FH não seria muito convincente se não pudesse igualmente detalhar a física nuclear e a astrofísica envolvidas. Com cuidado, examinando-se a tabela de nuclídeos, os autores podiam prever a existência dos ambientes estelares diferentes que poderiam produzir observada abundâncias isotópicas, e os processos nucleares que devem ocorrer nestas estrelas. Neste papel, entre outras coisas, os autores previram a existência do processo p, processo r, e processo s para esclarecer muitos dos elementos mais pesados do que ferro, e esta ideia tem desde que surgiu produzido muitos frutos.

## A confecção do artigo
Margaret e Geoffrey Burbidge escreveram o primeiro rascunho do artigo, deliberadamente incorporando extensivas observações e dados experimentais para suportar a teoria. Tanto Hoyle quanto Fowler trabalharam extensivamente sobre o esboço primordial. Geoffrey Burbidge diz que é um equívoco que alguns tiveram que o Fowler era o líder do grupo. "Não havia líder do grupo," ele escreveu em 2008, "Nós todos fizemos contribuições substanciais."

## Reconhecimento
Por causa desde trabalho firmemente ter estabelecido o campo da astrofísica nuclear, William Fowler foi premiado com metade do prêmio Nobel de Física em 1983 por suas contribuições; alguns acreditam que Fred Hoyle também merecia reconhecimento similar por sua colaboração sobre este tópico, e afirma-se que suas visões não ortodoxas relativas ao big bang desempenharam um papel em sua ausência no prêmio.
Geoffrey Burbidge escreveu em 2008, "Hoyle deveria ter sido premiado com um Nobel por este e outros trabalhos. Com base em minha correspondência privada, eu acredito que uma razão principal para esta exclusão foi que acreditava-se que W.A. Fowler era o líder do grupo." Burbidge estabelece que esta percepção não é verdadeira e também aponta a artigos iniciais de Hoyle em 1946 e 1954 como indicadores da autoria de Hoyle da teoria da nucleossíntese estelar. Burbidge explica, "o trabalho de Hoyle tem sido subestimado em parte por causa ele foi publicado em um periódico de astrofísica, e um novo em que (o primeiríssimo volume, de fato), considerando que B²FH foi publicado em um periódico de física reconhecido, Reviews of Modern Physics. Quando B²FH foi primeiramente publicado, impressões prévias foram grandemente distribuídas a comunidade de física nuclear. Willy Fowler foi muito conhecido como um líder nesta comunidade, e o California Institute of Technology já tinha um departamento de notícias que sabia divulgar os conteúdos tratados.
Em 2007 uma conferência foi realizada em Pasadena, Califórnia, o para comemorar o 50° aniversário deste influente artigo.